# Gaius Servilius Geminus (Prätor)
Gaius Servilius Geminus († nach 203 v. Chr.) war ein dem Geschlecht der Servilier angehörender römischer Politiker der zweiten Hälfte des 3. Jahrhunderts v. Chr. Er geriet 218 v. Chr. in Kriegsgefangenschaft der Boier, aus der er erst 15 Jahre später von seinem gleichnamigen Sohn befreit wurde.

## Leben
Gaius Servilius Geminus dürfte der Sohn des Konsuls von 252 und 248 v. Chr., Publius Servilius Geminus, gewesen sein. Er hatte mindestens zwei Söhne, von denen der ältere den gleichen Namen wie sein Vater trug und 203 v. Chr. als Konsul amtierte, während der jüngere Sohn Marcus Servilius Pulex Geminus im darauffolgenden Jahr 202 v. Chr. das höchste Staatsamt erreichte. Da beide Söhne Plebejer waren, dürfte bereits ihr Vater, der hier behandelte Gaius Servilius Geminus, von den Patriziern zu den Plebejern übergetreten sein.
Nachdem Gaius Servilius Geminus ein kurulisches Amt und um 220 v. Chr. die Prätur bekleidet hatte, gehörte er 218 v. Chr. zu jenen Triumvirn, denen die Gründung der Kolonien Placentia und Cremona oblag. Der griechische Historiker Polybios führt zwar von den Namen der Triumvirn nur jenen des Konsulars Gaius Lutatius Catulus an, während er von den beiden andern bloß deren Rang (Prätorier) erwähnt; und Titus Livius bemerkt in diesem Zusammenhang, dass nur der Name des Lutatius voll verbürgt sei, jene der übrigen Triumvirn hingegen in dem ihm vorliegenden Annalenwerken verschieden angegeben wurden, wobei nur in der ersten der insgesamt drei von ihm angeführten Varianten der Name des Geminus erscheint. Da der römische Geschichtsschreiber aber später von der Befreiung des Geminus durch seinen Sohn berichtet (s. u.), ist sicher, dass außer Catulus auch Geminus zu den Triumvirn gehörte.
Im gleichen Jahr, als Placentia und Cremona gegründet wurden, brach der Zweite Punische Krieg aus. Die Boier waren über die Anlage der genannten Kolonien verärgert, da sie auf ihrem Territorium lagen. Nachdem sie vom Anmarsch Hannibals Kenntnis erlangt hatten, unternahmen sie gemeinsam mit den Insubrern einen Angriff auf die römischen Siedler. Diese flohen ebenso wie die Triumvirn nach Mutina, wo sie von den Boiern belagert wurden. Nachdem die Triumvirn zwecks Friedensverhandlungen aus der Stadt herausgekommen waren, wurden sie von den Boiern wortbrüchig gefangen genommen.
In Rom wurde fast zehn Jahre lang angenommen, dass Geminus von den Boiern getötet worden sei. Um 209 v. Chr. drang jedoch die Nachricht durch, dass er noch am Leben war und sich weiterhin in Kriegsgefangenschaft befand. Erst 203 v. Chr. wurde er gemeinsam mit seinem Leidensgenossen Catulus von seinem älteren Sohn, als dieser Konsul war, befreit und von ihm nach Rom zurückgeleitet. Danach wird er in den erhaltenen Quellen nicht mehr erwähnt.